# Khambhat (Stadt)
Khambhat (Gujarati: ખંભાત, früher Cambay) ist eine Stadt mit ca. 85.000 Einwohnern am Golf von Khambhat im Südosten des indischen Bundesstaats Gujarat.

## Geografie

### Lage
Khambhat liegt in einer Höhe von ca. 15 bis 25 m ü. d. M. auf dem Nordufer des Flusses Mahi kurz vor seiner Mündung in den Golf von Khambhat; die Entfernung nach Ahmedabad beträgt ca. 90 km (Fahrtstrecke) in nördlicher Richtung; die Millionenstadt Vadodara – das ehemalige Baroda – liegt gut 70 km östlich.

### Klima
Das Klima in Khambhat ist meist schwül und heiß. Die frühsommerlichen Tagestemperaturen können 40 °C und mehr erreichen; während der Monsunzeit (ca. Mitte Juni bis Mitte September) kühlt es sich auf etwa 20 bis 30 °C ab. In den Wintermonaten liegen die nächtlichen Tiefstwerte bei ca. 10 bis 15 °C.

## Bevölkerung
Offizielle Bevölkerungsstatistiken werden erst seit 1991 geführt und veröffentlicht.
| Jahr      | 1991   | 2001   | 2011   |
| Einwohner | 76.746 | 80.452 | 83.715 |

Knapp 73 % der Einwohner sind Hindus, ca. 24 % sind Moslems und ca. 2,5 % sind Jains; Sikhs, Buddhisten und  Christen bilden kleine Splittergruppen. Der männliche Bevölkerungsanteil ist ca. 10 % höher als der weibliche.

## Wirtschaft
Cambay war schon im Mittelalter ein bedeutsamer Ort für das Schleifen und Polieren von Edelsteinen (v. a. von Achaten); Marco Polo nennt den Ort im Jahr 1293 Cambaet. Khambhat war einst eine wichtige Hafenstadt für den Seehandel mit Stoffen und anderen Produkten (z. B. Indigo) zwischen Indien und Arabien und später mit Portugal. Infolge der starken Versandung des Golfs ist Khambhat auf das Niveau eines merkantilen, handwerklichen und dienstleistungsmäßigen Zentrums eines weitgehend landwirtschaftlich orientierten Umlandes zurückgeworfen worden.

## Geschichte
Khambat wurde im Jahr 1304 von der Armee des Sultanats von Delhi unter Ala ud-Din Khalji erobert. Von 1407 bis 1573 gehörte die Stadt zum Sultanat Gujarat, welches durch Akbar I. dem Mogulreich angegliedert wurde. Während des Niedergangs des Mogulreiches im 18. Jahrhundert und unter britischer Herrschaft war Khambhat die Hauptstadt des im Jahr 1730 gegründeten Fürstenstaats Cambay.

## Sehenswürdigkeiten

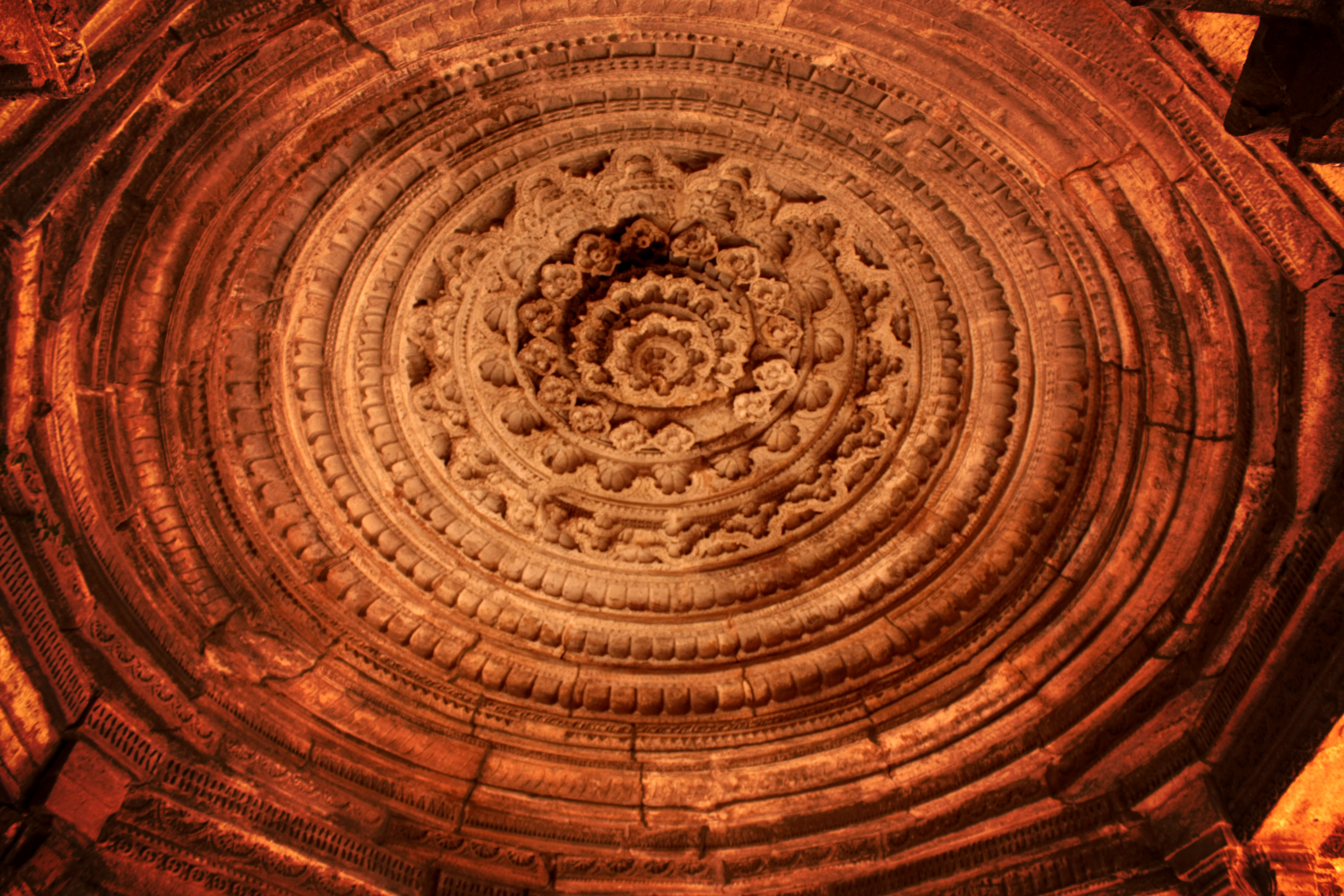
Kragkuppel in der Freitagsmoschee

Trotz seiner langen Geschichte hat Khambhat nur wenige Sehenswürdigkeiten von historischer oder kultureller Bedeutung.
- Die alten Hindu-Tempel wurden während der muslimischen Invasion zerstört; unter Wiederverwendung ihrer Steine (Spolien) entstand um das Jahr 1325 die Freitagsmoschee (jama masjid), eine der ältesten Moscheen Gujarats. Der obere Teil der nach Westen (Mekka) orientierten Rückwand des Moscheesaales ist von zahlreichen quadratischen Jali-Fenstern durchbrochen. An die Moschee angebaut ist das ehemals von einer Kuppel bedeckte Mausoleum für Umar ben Ahmad Gazruni († 1333). Im Moscheehof (sahn) befinden sich mehrere kleinere Memorialbauten in Form von chhatris mit Hindu-Toranas.
- Ein im 19. Jahrhundert von den Briten in der Nähe der Moschee erbautes dreibogiges Triumphtor (teen darwaza = „Dreitor“) hat einen kleinen Uhrenturm als Aufsatz.
- Ein weiterer freistehender Uhrenturm (clock tower) auf dem zentralen Platz Khambhats entstand zu Beginn des  20. Jahrhunderts.